# Liste des guerres civiles en Géorgie
La liste des guerres civiles en Géorgie regroupe les guerres et conflits internes ayant eu lieu en Géorgie depuis la fondation du royaume de Géorgie en 1010, jusqu'à nos jours. Cette liste n'inclut pas les guerres étrangères et invasions en Géorgie et n'inclut pas les guerres entre les royaumes géorgiens indépendants durant la période de division (1490-1762). 

## Contexte historique
Tandis que les royaumes antiques de Colchide et d'Ibérie sont relativement stables, la destruction de ces derniers mènent à une période chaotique au sein de la nation géorgienne, qui devient un large champs de bataille entre les empires de Byzance, de Perse, puis les conquérants arabes. Ce n'est qu'au XIe siècle, après deux siècles d'alliances dynastiques et de stratégies politiques que le pays est unifié, sous le règne de Bagrat III (1010-1014).

Plan des conflits armés lors de la guerre civile de 1991-1993)

Toutefois, le nouveau royaume de Géorgie doit bientôt faire face à des conflits internes, souvent encouragés par l'empire byzantin, qui tente à plusieurs reprises (1011, 1033, 1042) de remplacer le souverain géorgien avec un parti pro-byzantin. Pendant ce temps, l'héritage divisé d'un royaume uni de nombreuses provinces qui bénéficiaient d'une indépendance pendant six siècles mène les grands nobles géorgien à se révolter eux-mêmes (1053, 1073), jusqu'à l'arrivée au pouvoir de David IV le Reconstructeur. Ce dernier organise une réforme du pays qui affaiblie la puissance des nobles, centralise le pays et défait les ennemis extérieurs.
Tandis que certaines révoltes internes se répètent à la fin du XIIe siècle, notamment sous les ambitions de la puissante famille des Orbeliani, les invasions dévastatrices mongoles qui durent jusqu'au XVe siècle offrent une certaine unité nationale. Mais le renouvellement de l'indépendance géorgienne et des conflits dynastiques résultent en une large guerre civile de 30 ans qui résulte en l'abolition du royaume de Géorgie en 1490.
Près de cinq siècles plus tard, la jeune République démocratique de Géorgie (1918-1921) doit affronter de nombreux conflits ethniques et politiques, notamment entre les autorités centrales et les partisans bolchéviks. La déstabilisation intérieure autorise la Russie soviétique à envahir le pays en 1921 et l'annexer dans l'URSS, dont la Géorgie reste membre jusqu'en 1991, sous la direction de Zviad Gamsakhourdia. Ce dernier, toutefois, est lui-même renversé dans un coup d'État qui déstabilise le pays entier et les années 1990 sont remplis de conflits en Ossétie du Sud, en Abkhazie, en Mingrélie et à Tbilissi. Ce n'est qu'à la suite de la révolution des Roses en 2003 que le pays trouve une certaine stabilité.

## Liste
Voici une légende facilitant la lecture de l'issue des guerres ci-dessous :
- Victoire du gouvernement central
- Défaite du gouvernement central
- Autre résultat (par exemple un traité ou une paix sans un résultat clair, un statu quo ante bellum, un résultat inconnu ou indécis)

### Royaume de Géorgie (1008-1490)
| Période   | Nom du conflit                            | Belligérants                                                                             | Belligérants                                                                   | Lieu                | Issue |
| Période   | Nom du conflit                            | Alliés (y compris le gouvernement central)                                               | Ennemis                                                                        | Lieu                | Issue |
| --------- | ----------------------------------------- | ---------------------------------------------------------------------------------------- | ------------------------------------------------------------------------------ | ------------------- | --- |
| 1011      | Guerre de Klardjethi                      | Royaume de Géorgie                                                                       | Royaume de Klardjethi                                                          | Tao-Klardjethi      | Bagrat III défait ses cousins rebelles dans le sud-ouest du royaume.                                             |
| 1033      | Usurpation de Démétrius Bagration         | Royaume de Géorgie                                                                       | Fief d'Anacopie Empire byzantin                                                | Anacopie            | Malgré la défaite de l'usurpateur Démétrius Bagration, ce dernier offre son fief sur la Mer Noire aux Byzantins. |
| 1039-1042 | Seconde usurpation de Démétrius Bagration | Royaume de Géorgie                                                                       | Démétrius Bagration Duché de Trialeti Empire byzantin                          | Géorgie occidentale | Fin de la rébellion à la suite de la mort de Démétrius                                                           |
| 1053-1060 | Guerre contre Liparit Orbéliani           | Royaume de Géorgie                                                                       | Duché de Trialeti                                                              | Géorgie             | Après une trahison des nobles de Trialeti, Liparit IV est forcé en exil par Bagrat IV.                           |
| 1073      | Révolte nobiliaire                        | Royaume de Géorgie                                                                       | Duché de Kldekari Duché de Svanétie                                            | Géorgie occidentale | Les nobles occidentaux sont vaincus mais un accord de paix leur donne une large autonomie.                       |
| 1155      | Coup d'État                               | Démétrius Ier                                                                            | David V                                                                        | Tbilissi            | David Bagration, fils du roi Démétrius, renverse son père et se fait couronner roi.                              |
| 1177      | Révolte de Demna Bagration                | Royaume de Géorgie                                                                       | Demna Bagration Province d'Ani                                                 | Arménie géorgienne  | Georges III défait son neveu Demna et Jean Orbéliani, gouverneur d'Ani.                                          |
| 1191      | Première révolte d'Iouri Bogolioubski     | Royaume de Géorgie                                                                       | Iouri Bogolioubski Duché de Mingrélie Duché de Klardjéthi Duché de Samtskhé    | Géorgie occidentale | Le prince russe Iouri Bogolioubski, qui tente d'usurper la couronne, est vaincu par la reine Tamar.              |
| 1193      | Seconde révolte d'Iouri Bogolioubski      | Royaume de Géorgie                                                                       | Iouri Bogolioubski                                                             | Kakhétie            | Cette seconde révolte est aussi vaincue par Tamar.                                                               |
| 1334      | Invasion du Samtskhé                      | Royaume de Géorgie                                                                       | Principauté de Samtskhé                                                        | Samtskhé            | Georges V, dans une campagne de réunification de la Géorgie, envahit son vassal rebel de Samtskhé.               |
| 1463-1491 | Guerre du triumvirat géorgien             | Royaume de Géorgie Duché de Mingrélie Duché de Gourie Duché d'Abkhazie Duché de Svanétie | Royaume de Géorgie occidentale · Royaume de Kakhétie · Principauté de Samtskhé | Géorgie             | Division de la Géorgie en trois royaumes.                                                                        |

### Royaume de Kartl-Kakhétie (1762-1801)
| Période   | Nom du conflit                | Belligérants                               | Belligérants                                  | Lieu     | Issue                                                                                                   |
| Période   | Nom du conflit                | Alliés (y compris le gouvernement central) | Ennemis                                       | Lieu     | Issue                                                                                                   |
| --------- | ----------------------------- | ------------------------------------------ | --------------------------------------------- | -------- | --- |
| 1799-1800 | Révolte d'Alexandre Bagration | Empire russe Royaume de Kartl-Kakhétie     | Alexandre Bagration Khanat avar Empire kadjar | Kakhétie | Le prince royal Alexandre, un opposant du protectorat russe sur la Géorgie, est vaincu et part en exil. |

### République démocratique de Géorgie (1918-1920)
| Période   | Nom du conflit           | Belligérants                               | Belligérants                                                           | Lieu                | Issue |
| Période   | Nom du conflit           | Alliés (y compris le gouvernement central) | Ennemis                                                                | Lieu                | Issue |
| --------- | ------------------------ | ------------------------------------------ | ---------------------------------------------------------------------- | ------------------- | --- |
| 1918      | Conflit abkhaze          | République démocratique de Géorgie         | Rebelles abkhazes                                                      | Abkhazie            | Le gouvernement central met fin a la rébellion, met le conflit déborde jusqu'à l'implication des Russes blancs a Sotchi. |
| 1918-1920 | Conflit de Tskhinvali    | République démocratique de Géorgie         | République socialiste fédérative soviétique de Russie Rebelles ossètes | Tskhinvali, Karthli | Victoire géorgienne, fin de la rébellion.                                                                                |
| 1920      | Tentative de coup d'État | République démocratique de Géorgie         | République socialiste soviétique d'Azerbaïdjan Bolcheviks géorgiens    | Tbilissi            | Victoire du gouvernement central                                                                                         |

### Depuis la chute de l'Union soviétique (1991-)
| Période     | Nom du conflit                          | Belligérants | Belligérants                                                     | Lieu                  | Issue |
| Période     | Nom du conflit                          | Alliés (y compris le gouvernement central)                                                                                     | Ennemis                                                          | Lieu                  | Issue |
| ----------- | --------------------------------------- | --- | ---------------------------------------------------------------- | --------------------- | --- |
| Depuis 1989 | Conflit géorgien-ossète                 | / Géorgie | Ossétie du Sud-Alanie CPMNC Russie                               | Ossétie du Sud        | En cours (conflit gelé). |
| 1991-1992   | Guerre d'Ossétie du Sud                 | Géorgie | Ossétie du Sud                                                   | Ossétie du Sud        | Défaite géorgienne et établissement de la république sécessioniste d'Ossétie du Sud.                                                      |
| 1991-1993   | Guerre civile                           | République démocratique de Géorgie remplacé par: Gouvernement en-exil de Zviad Gamsakhourdia République tchétchène d'Itchkérie | Conseil militaire de Géorgie remplacé par: État de Géorgie       | Tbilissi, Mingrélie   | Coup d'État contre Zviad Gamsakhourdia et défaite de ses partisans.                                                                       |
| 1992-1993   | Guerre d'Abkhazie                       | Géorgie | Abkhazie Confédération des Peuples des Montagnes du Nord-Caucase | Abkhazie              | Défaite géorgienne, nettoyage ethnique en Abkhazie, établissement de la république sécessioniste d'Abkhazie.                              |
| 1996        | Guerre d'Abkhazie                       | Mercenaires géorgiens | Abkhazie                                                         | Gali, Mingrélie       | Défaite géorgienne |
| 2001        | Crise de Kodori                         | Géorgie République tchétchène d'Itchkérie                                                                                      | Abkhazie                                                         | Vallée de Kodori      | Défaite géorgienne |
| 2002-2003   | Insurrection dans la vallée du Pankissi | Géorgie États-Unis d'Amérique                                                                                                  | République tchétchène d'Itchkérie Al-Qaïda                       | Pankissi (Kakhétie)   | Victoire des alliés, capture des éléments islamistes dans les montagnes orientales de Géorgie.                                            |
| 2004        | Crise d'Ossétie du Sud                  | Géorgie | Ossétie du Sud                                                   | Tskhinvali, Akhalgori | Victoire géorgienne, défense des territoires géorgiens autour de l'Ossétie du Sud.                                                        |
| 2006        | Crise de Kodori                         | Géorgie | Mercenaires d'Emzar Kvitsiani                                    | Vallée de Kodori      | Victoire du gouvernement central, reprise de contrôle de la Vallée de Kodori.                                                             |
| 2008        | Guerre russo-géorgienne                 | Géorgie | Russie Abkhazie Ossétie du Sud                                   | Géorgie               | Défaite géorgienne, perte de territoires géorgiens en Abkhazie et en Ossétie du Sud, reconnaissance de la division du pays par la Russie. |